# Том Свифт
Том Свифт (англ. Tom Swift) — главный герой серии одноимённых книг для подростков в жанре научной фантастики и приключений, издаваемых в США с начала XX века. Изначально Том Свифт — юный гений, делающий опережающие своё время изобретения: мотоцикл с турбинным двигателем, моторную лодку, воздушный корабль, электрическое ружьё, фототелефон и т. д.

## Появление
Книги о гениальном изобретателе появились на волне популярности жанра эдисонады. Первые книги о Томе Свифте были выпущены в 1910 году издательством «Stratemeyer Syndicate», специализирующимся на детской и подростковой литературе. Образ героя придумал основатель издательства Эдвард Стратемайер. Над книгами работала группа авторов под общим псевдонимом Виктор Эпплтон, в числе которых были сам Эдвард Стратемайер и его дочь Гарриет. Имя этого несуществующего писателя использовалось и во всех последующих сериях. Имя «Том Свифт» впервые встречается в «Shorthand Tom the Reporter; Or, the Exploits of a Bright Boy» (1903) издательства Стратимайера.
Первая серия книг издавалась с 1910 по 1941 годы и насчитывает 40 томов.
Вторая серия книг насчитывает 33 тома. В 1954 году Гарриет Адамс создала «Тома Свифта младшего» — сына повзрослевшего изобретателя, и издавала книги под псевдонимом «Виктор Эпплтон II». Тексты писались также другими писателями. Сюжеты книг второй серии подобны сюжетам оригинальной серии — научно-технические открытия и изобретения Тома Свифта, а также всевозможные приключения, связанные с ними. Серия выходила до 1971 года.
Третья серия (1981—1984) посвящена космическим путешествиям Тома Свифта Младшего и содержит 11 томов. Права на героя издательство Стратемайера получило также издательство «Simon & Schuster». Последнее издательство выпустило позже две последующие серии.
Четвёртая серия 1991—1993 годов содержит 13 томов и возвращает Тома Свифта Младшего на Землю.
Пятая серия «Tom Swift, Young Inventor» (с 2006 года) включает полдюжины книг.
Книги о приключениях Тома Свифта вне США переводились и издавались на норвежском, французском, исландском и финском языках.

## Герой

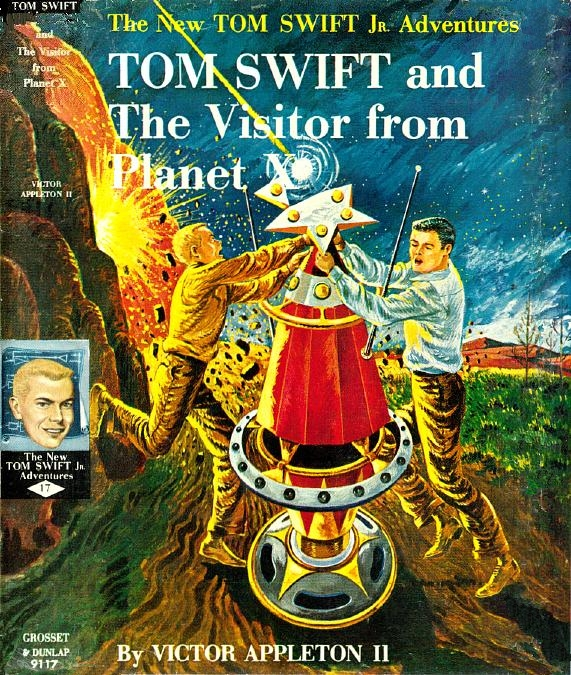
Обложка одной из книг о приключениях Тома Свифта младшего (1961)

Том — гений от природы с общим образованием, созданный по примеру Генри Форда, Томаса Эдисона, Гленна Кёртиса.
Можно проследить, как характер изобретений Тома Свифта меняется вместе с научным прогрессом: если в первой серии он изобретает средства беспроводной связи и летательные аппараты, то последние серии посвящены достижениям современной науки (космическим технологиям, кибернетике, генной инженерии, нанотехнологиям). Многие изобретения Тома Свифта имеют реальные прототипы (синтезирование алмазов Чарльза Парсонса) или предвосхищали технологическое развитие. Например, книга «Том Свифт и его фототелефон» вышла в 1912 году, а идея отправки изображений по телефону начала развиваться с 1925 года; в книге "Том Свифт и его волшебная камера (англ. Tom Swift and His Wizard Camera) 1912 года описывается идея портативной видеокамеры, что станет обсуждаться лишь с 1923 года.

## Влияние
В 1914 году Эдвард Стратемайер планировал создание фильма о Томе Свифте, но данный и поздние проекты не реализовались. В 1946 году на радио в США выходили чтения книг. Тома Свифта вдохновителем называют ряд изобретателей, учёных и писателей: Рэймонд Курцвейл, Роберт Хайнлайн, Айзек Азимов, Стив Возняк. Автор книги «Унесённые ветром» Маргарет Митчелл признавалась, что читала в детстве книги о Томе Свифте. Упоминания о Томе Свифте нередко можно встретить в книгах американских писателей: в частности, у Рэя Брэдбери и Стивена Кинга.
Литературный стиль книг про Тома Свифта утяжелён наречиями, что в 1950—1960-х годах породило тип каламбура «свифтика» благодаря характерному стилю диалогов в книгах о Свифте:
- «Нам нужно бежать! — стремительно сказал Том Свифт».
- «Я просто изобрёл новый тип лампочки, — сказал Том Свифт, сияя».

Название электрошокового оружия «Тазер» изобретатель Джек Кавер дал по начальным буквам произведения «Tom Swift and His Electric Rifle» (1911), добавив для лёгкости произношения соединительную гласную: Taser.